# Мутон, Жан
Жан Муто́н (фр. Jean Mouton, также фр. Jehan de Hollingue; ок. 1459, Самер, деп. Па-де-Кале — 30 октября 1522, Сен-Кантен, Пикардия) — французский композитор, один из наиболее значительных авторов мотетной композиции в начале XVI века.

## Очерк жизни и творчества

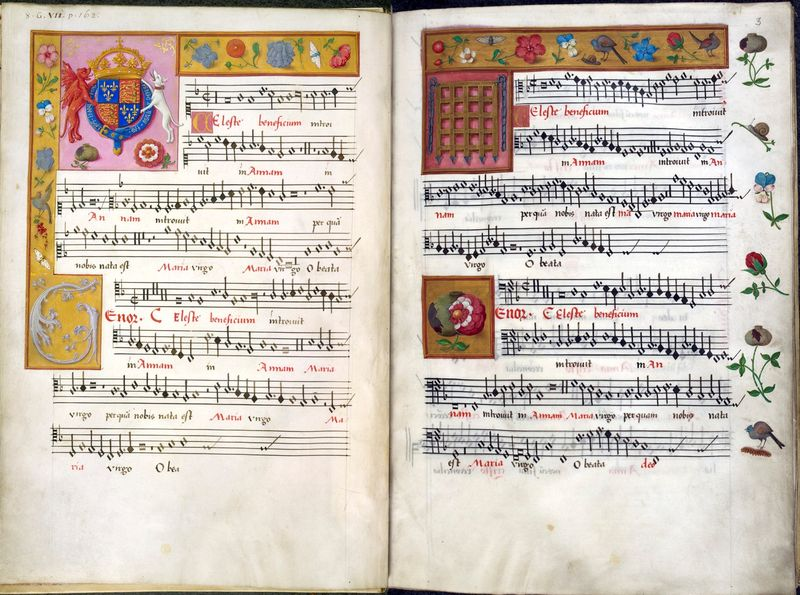
Четырёхголосный мотет Мутона «Celeste beneficium» в рукописи из Библиотеки Британского музея

В 1477 — певчий в коллегиатской церкви Нотр-Дам г. Неля в Пикардии (в 1483 рукоположён в сан священника), в 1494-95 — певчий в церкви Сент-Омера, где также выполнял обязанности переписчика нот. В 1500 руководитель детской певческой школы в Амьенском кафедральном соборе. В такой же должности служил в 1501-02 в коллегиатской церкви Св. Андрея в Гренобле; к этим годам относятся первые сведения о композиторской деятельности Мутона. В 1502 неожиданно сменил духовную службу на светскую, присоединившись к капелле французской королевы Анны Бретонской (в этой процветавшей капелле работали в то время также Жан (Ян) Ришафор и Клоден де Сермизи), в 1510 стал капельмейстером. В Париже занимался также преподаванием музыки (его знаменитый ученик — Адриан Вилларт). После смерти королевы (в 1514) Мутон продолжал трудиться в капелле французских королей Людовика XII и Франциска I. Мутон неоднократно ездил в Италию, где завоевал расположение папы и феррарского покровителя искусств Альфонса д’Эсте, выступившего заказчиком музыкальных сочинений Мутона. Около 1520 года получил каноникат в Сен-Кантене (предположительно — после смерти работавшего и жившего там Луазе Компера), где скончался в 1522 году. Могила Мутона не сохранилась, но сохранилась надгробная надпись (в копии XVII века).
Основная часть творческого наследия Мутона — духовная музыка, он автор 14 месс, 10 магнификатов и около 120 преимущественно четырёхголосных мотетов; авторство примерно двадцати оспаривается. Сохранились также около 20 шансон на 3–6 голосов. Многие из мотетов, написанные на случай («окказиональные»), отражают политические события современной ему истории. Мутон мастерски владел искусством контрапункта, используя на протяжении жизни различные техники — сквозную имитацию, канон, пародию, сочетал имитационную и моноритмическую фактуру (как в 5-голосном мотете Ave Maria… Virgo serena). Показательные примеры полифонического мастерства Мутона — мотеты Nesciens mater virgo virum (на 8 голосов), Noe, noe psallite noe, Quaeramus cum pastoribus (оба на 4 голоса).
Полное собрание сочинений Мутона издано в серии Corpus mensurabilis musicae 43, в пяти томах.